# 理夏德·希姆恰克
理夏德·希姆恰克（波蘭語：Ryszard Szymczak，1944年12月14日—1996年12月7日），出生于普魯斯科夫，逝世于华沙，波兰男子足球运动员，司职前锋。他曾代表波兰国奥队参加1972年夏季奥林匹克运动会足球比赛，获得一枚金牌。